# Bob na Zimskih olimpijskih igrah 1992
Bob na Zimskih olimpijskih igrah 1992.

## Rezultati

### Dvosed
| Poz | Ekipa                               | Čas     |
| --- | ----------------------------------- | ------- |
| 1   | Gustav Weder, Donat Acklin          | 4:03,26 |
| 2   | Rudi Lochner, Markus Zimmermann     | 4:03,55 |
| 3   | Christoph Langen, Günther Eger      | 4:03,63 |
| 4   | Ingo Appelt, Thomas Schroll         | 4:03,67 |
| 5   | Günther Huber, Stefano Ticci        | 4:03,72 |
| 6   | Mark Tout, Lenox Paul               | 4:03,87 |
| 7   | Brian Shimer, Herschel Walker       | 4:03,95 |
| 8   | Gerhard Rainer, Thomas Bachler      | 4:04,00 |
| 9   | Dennis Marineau, Chris Farstad      | 4:04,08 |
| 10  | Christian Meili, Christian Reich    | 4:04,36 |
| 11  | Greg Haydenluck, Dave MacEachern    | 4:04,84 |
| 12  | Pasquale Gesuito, Antonio Tartaglia | 4:04,94 |
| 13  | Nick Phipps, George Farrell         | 4:05,39 |
| 14  | Christophe Flacher, Claude Dasse    | 4:05,56 |
| 15  | Sandis Prūsis, Adris Plūksna        | 4:05,62 |
| 16  | Zintis Ekmanis, Aldis Intlers       | 4:06,33 |
| 17  | Gabriel Fourmique, Philippe Tanchon | 4:06,38 |
| 18  | Csaba Nagy Lakatos, Laurenţiu Budur | 4:06,68 |
| 19  | Tošio Vakita, Rjodži Jamazaki       | 4:06,86 |
| 20  | Vladimir Jefimov, Aleksej Golovin   | 4:07,30 |

### Štirised
| Poz | Ekipa                                                                                      | Čas     |
| --- | ------------------------------------------------------------------------------------------ | ------- |
| 1   | Avstrija I (Ingo Appelt, Harald Winkler, Gerhard Haidacher, Thomas Schroll)                | 3:53,90 |
| 2   | Nemčija I (Wolfgang Hoppe, Bogdan Musiol, Axel Kühn, René Hannemann)                       | 3:53,92 |
| 3   | Švica I (Gustav Weder, Donat Acklin, Lorenz Schindelholz, Curdin Morell)                   | 3:54,13 |
| 4   | Kanada I (Chris Lori, Ken Leblanc, Cal Langford, David MacEachern)                         | 3:54,24 |
| 5   | Švica II (Christian Meili, Bruno Gerber, Christian Reich, Gerold Löffler)                  | 3:54,38 |
| 6   | Nemčija II (Harald Czudaj, Tino Bonk, Axel Jang, Alexander Szelig)                         | 3:54,42 |
| 7   | Združeno kraljestvo I (Mark Tout, George Farrell, Paul Field, Lenox Paul)                  | 3:54,89 |
| 8   | Francija I (Christophe Flacher, Claude Dasse, Thierry Tribondeau, Gabriel Fourmigue)       | 3:54,91 |
| 9   | ZDA I (Randy Will, Joe Sawyer, Karlos Kirby, Chris Coleman)                                | 3:54,92 |
| 10  | Avstrija II (Gerhard Rainer, Thomas Bachler, Carsten Nentwig, Martin Schützenauer)         | 3:55,01 |
| 11  | ZDA II (Charles Leonowicz, Robert Weissenfels, Bryan Leturgez, Jeff Woodard)               | 3:55,23 |
| 12  | Italija I (Pasquale Gesuito, Antonio Tartaglia, Paolo Canedi, Stefano Ticci)               | 3:55,88 |
| 13  | Združeno kraljestvo II (Nick Phipps, Edd Horler, Colin Rattigan, David Armstrong)          | 3:55,91 |
| 14  | Latvija I (Sandis Prūsis, Juris Tone, Ivars Bērzups, Adris Plūksna)                        | 3:55,92 |
| 15  | Italija II (Günther Huber, Marco Andreatta, Thomas Rottensteiner, Marcantonio Stiffi)      | 3:55,98 |
| 16  | Latvija II (Zintis Ekmanis, Aldis Intlers, Boriss Artemjevs, Otomārs Rihters)              | 3:56,72 |
| 17  | Japonska (Tošio Vakita, Rjodži Jamazaki, Fuminori Cušima, Naomi Takevaki)                  | 3:57,24 |
| 18  | Francija II (Bruno Mingeon, Stéphane Poirot, Didier Stil, Dominique Klinnik)               | 3:57,41 |
| 19  | Združena ekipa (Oleg Suhoručenko, Oleksander Bortjuk, Vladimir Ljubovicki, Andrej Gorohov) | 3:57,43 |
| 20  | Romunija (Paul Neagu, Laszlo Hodos, Laurenţiu Budur, Costel Petrariu)                      | 3:57,44 |